# 男組
『男組』（おとこぐみ）は原作・雁屋哲、作画・池上遼一による漫画作品。『週刊少年サンデー』（小学館）において1974年から1979年まで連載された（1977年に休載期間あり）。休載期間後は若干、画のタッチが変わっている。後に劇場映画化されている。

## 概要
戦後30年頃の日本を舞台に、己の信念を賭けて闘う男達を描いた少年漫画。
高校生ながら、強大な権力を使い悪の限りを尽くす神竜剛次と、その勢力を倒すために立ち上がった父親殺しの罪を持つ男・流全次郎の対決を中心に、戦争とも言える大掛かりな抗争劇が繰り広げられる。また「男の生き様とは」をテーマに読者に強いメッセージを投げかけている場面も見られる。
1970年代の日本では漫画界においても空手やカンフーなどの格闘技ブームがあり、本作はそのなかでも中国武術を本格的に取り上げた作品として評価されている。後のさまざまな学園漫画に影響を与えた。
アメフトと実在する中国武術をアクションに多く取り入れており、中国武術の一部は松田隆智に取材したものである。
漫画最終話では「ワルシャワ労働歌」が引用されている。
連載終了して30年近く経過した『週刊少年サンデー』（2008年16号〈4月2日号〉）では、「週刊少年サンデー創刊50周年記念」として、作者である池上遼一が『男組』のセルフパロディを『回想録 熱闘 男組』と題し、「これが男の生き様だ!!　今、明らかになる大人気劇画の舞台裏!!」のコピーを掲げ、劇中では主人公・流全次郎と好敵手である神竜剛次との死闘の形式で「手錠の鎖の数が毎回違う」「構えがブルース・リーそっくり」などのネタに対し、神竜がツッコミながら流とバトルを繰り広げる展開が描かれている。
『ワル』と共に『ビー・バップ・ハイスクール』あたりの源流とも評される。

## あらすじ
関東にある私立青雲学園は、神竜剛次という生徒によって無法地帯と化し惨憺たる状況下にあった。この現状に耐えかねた校長は、関東少年刑務所から一人の囚人を特待生として招き入れ、神竜を打ち倒すよう要求する。父親殺しの罪状を持つ男・流全次郎は、これに承諾するものの、神竜の圧倒的に強大な勢力に打ち勝つためには青雲学園の生徒一人一人が戦う気持ちを持たなければならないことを生徒たちに諭す。また、流も少年刑務所内の仲間「五家宝連」の力を借りて、様々な作戦を図り正義のために戦い続ける。物語はやがて、二人の対決に止まらず、「影の総理」と呼ばれる日本社会に潜む大きな闇に迫ることになっていく。

## 登場人物

### 流一派
流 全次郎（ながれ ぜんじろう）
主人公。父親殺しの罪状で関東少年刑務所に収監される。陳家太極拳の使い手。権力に踏み潰された者たちへの誓いとして、己に掛けられた手錠を外さないまま強敵と戦う(手錠の鎖の長さはシーンによって一定していない)。軍艦島から脱出する際に失明したが、後に岩瀬の死に伴い視力を取り戻す。人間はいつか平等で平和な、支配・被支配の関係のない社会を作ることができるという理想を持つ。
戦いの中で人間の弱さ、醜さ、悲しさを味わいつくしながらも理想を捨てずに戦い続け、宿敵である神竜剛次との戦いに勝利した後、心からの和解を遂げて、神竜の母親の遺品である懐剣を受け取り、その信頼に命がけで応えようと生還を望めない最後の戦いへ赴くことになる。

#### 五家宝連
五家宝連(ごかぼうれん)とは流を兄貴と慕う五人の部下。元々、流が関東少年刑務所へ収監される前、それぞれが各舎のボスとして名を馳せていた。皆、血の繋がりは無いが、家族以上に絆は強い。
伊庭 彦造（いば ひこぞう）
五家宝連の一人。IQ180の元天才詐欺師。流一派の軍師として活躍する。識見豊かで軍事戦略にも長けた英才。
最後は神竜が託した信頼に殉じようする流の死と、これからも続けられる影の総理との激しい戦いを予感しつつ、残った仲間を率いていく。
岩瀬 大介（いわせ だいすけ）
五家宝連の一人。格闘の名人。超タフ。盲目の身で殺人機械の襲撃を受けた流と仲間達の盾となり、死んでいく。
大杉 五郎（おおすぎ ごろう）
五家宝連の一人。大泥棒を自称しているが、その本質は窃盗学、情報収集の大家で、標的の屋敷の警備能力を麻痺させるために毒をも使いこなすほどの忍者じみた技能の持ち主であり、一流の諜報員としての能力を持つ。
神竜が流を動揺させるために用意した偽の流の母親を単独救出に向かい、救出には成功するものの致命傷を負い、流の元には帰り着くも、力を使い果たして眠るように息絶える。
高柳秀次郎（たかやなぎ ひでじろう）
五家宝連の一人。古今東西の様々な武技に長けた武術の達人。性格は冷静かつ勇猛。当初は凄惨な生い立ちゆえの顔の傷もあってか険しい風貌だったが、流れと行動を共にしていく内に笑顔が増え、イケメンに変わっていく。
最終決戦前、流達を逃がすためにしんがりとなって奮戦し、致命傷を負いながらも仲間たちの勝利を信じて立ち姿のまま息を引き取る。
長浜 昇一（ながはま しょういち）
五家宝連の一人。虫や動物と意思の疎通を図ることができる動物使い。少刑最年少で、元は普通に恵まれた育ちだったことがうかがわれる。

#### その他
山際 涼子（やまぎわ りょうこ）
本作のヒロインで青雲学園の生徒。神竜剛次の許婚だが、神竜のやり方を快く思っておらず、流たちに味方する。神竜に短刀で深手を負わせ、後に桜魔子に刺殺される。
流 統太郎（ながれ とうたろう）
全次郎の父親。弁護士。戦時中は無謀な戦争に踏み込んだ政府の方針に徹底抗議を行い、特高に虐待されながらも、終戦の日まで不屈の意志を貫いて生き延びたという凄絶な過去があり、誇り高い正義感の持ち主でもある。
ある時期から神竜家とその背後にいる影の総理の横暴を正そうと告発のための活動を開始するが…。
陳 泰明（ちん たいめい）
全次郎の武術の師匠。統太郎とは無二の親友であり、その友誼の硬さは自ら舌を切り落とした過去によって証明されている。
南条 五郎（なんじょう ごろう）
統太郎の親友。軍艦島にて流と出会う。軍艦島内を自由に動き回り大御所と呼ばれている。陳家太極拳と八極拳の使い手で、朽木組の影の軍隊の隊長とは因縁浅からぬ関係にある。

### 神竜組
神竜 剛次（じんりゅう ごうじ）
流のライバルで青雲学園の生徒。「大衆は豚だ」という信念から、優秀で高貴な人間が支配し、世間に腐敗と堕落をもたらすような下劣な大衆は暴力と秩序で縛りつけるという選民主義体制を打ち立てるべく「神竜組」を組織し、威圧と暴力の限りを尽くす。理想を実現するために暴力を行使するという開発独裁志向主義者であり、私利私欲のために暴力を必要としている訳ではない。性格はまさに自分に厳しく他人にも厳しいという厳正な武人型。幼少期から剣の腕を磨き続けた達人で流とは何度も対決する。
序盤では一度の敗退で大田原を制裁し、その離反を招くなど他者への苛烈な仕打ちが目立つが、中期以降は「影の総理から朽木をかばう」「(大田原の抜けた)三天王の失態を許す」など自分に心酔する相手には誠実かつ寛大な措置を示すようになり、人間的な成長が見られる。
当初は流の常人離れした力量に比してその人間性の甘さに苛立ちを感じていたが、どれほどの辛酸をなめても弱音を吐かずに立ち上がる不屈振りと盲目となっても戦い続ける強さに次第に畏怖の念を抱き、最後の戦いで自分の過去の秘密と実の父親“影の総理”への深い憎悪を明らかにし、致命傷を負う形で敗れると、母親の形見の懐剣を流に託して息絶えた。
大田原源蔵（おおたわら げんぞう）
元「神竜組」四天王の一人。酒豪で大の甘党。相撲部の超巨漢。木崎秀男・田丸栄吉・熊沢重吾と共に神竜の配下であったが、流との初戦で腕を折られて敗退し、神竜剛次により日本刀で額に「犬」と刻まれる。
流の体を張った説得により改心して仲間に加わり、五家宝連と共に闘う。神竜の手下に丸太で腹部を強打され、仮死状態になるが豪雨と雷鳴により息を吹き返す。堀田英盛に体を張って共闘を依頼する。
朽木 威作（くちき いさく）
朽木組四代目組長。関東少年刑務所の脱獄囚だが、刑務所に入れられる前に脱走したため、刑務所時代に流との面識はない。神竜の右腕。
中国武術の達人集団である影の軍隊と呼ばれる傭兵組織を活用し、有力なライバル組織を矢継ぎ早に叩き潰して朽木組を日本最大の暴力団に育てた手腕を持つ“智将”としての側面を持っており、一時は流配下の軍師だった伊庭をも追い詰めた。
しかし、流とその仲間達を始末し損ねた上に影の軍隊を失ったことで、影の総理から見限られ、「使い捨てにする男」とまで酷評されたが、その窮地が却って彼を神竜の理想に命がけで付き従う決意へと追い込み、その彼を神竜は見捨てず、最期まで片腕として重用する事で、その忠節に報いようとした。
影の総理の命令を受けた国家公安機動部隊の裏切りによって拘束、連行された屋敷で神竜共々抹殺されそうになり、脱出を図るも防弾仕様の車に乗り込む直前に撃たれ、自分を助けようとした神竜の身も危ないと見て取ると、自らを犠牲にして神竜を逃がし、傘下の精鋭部隊の壊滅を見届けたところで狙撃を受けて逝く。

### 影の総理
本名不明。戦時中に日本陸軍上層部の命により満州国でアヘンの栽培をしていたが、満州国崩壊のどさくさに紛れてアヘンを全て金塊に換えて日本に持ち帰り、その資金力を使って戦後の日本を影から支配する黒幕となった。常に黒い半袖のシャツを着用し、筋骨隆々とした体躯で顔、全身に凄まじい傷がある。趣味の釣りで釣り上げた巨大なマグロを一撃でとどめを刺す強靭な力と、自分に襲い掛かる流を瞬時に昏倒させるほど卓越した武技の持ち主である。
神竜剛次の実父であり、当初は神竜家に養子に出した剛次の行動をバックアップしていたが、未成年ながら大人顔負けの指導力を発揮した実子・剛次の余りの優秀さに恐れを抱き、若隠居を命ずる。それを受け入れずに神竜が反逆・逃走したため、拳法使いの暗殺者や国家公安機動部隊のみならず傭兵部隊をも動員してその命を狙い始め、以降は流、神竜、影の総理の三つ巴の戦いとなる。
選ばれた優秀な者のみによる社会を作ろうという神竜剛次の理想を否定し、大衆を政治的に馬鹿な状態へ誘導すると同時に民主主義体制を骨抜きにして実質的な権力者として日本を支配してきた人物で、自由の名のもとに大衆を放し飼いにして権力のいいなりにさせている現在の体制を全肯定している。
本作における最大の敵役だが、最後のシーンまで倒されることはなく、この作品は神竜の母親の形見の懐剣を持った流が、(ライフルや拳銃で一斉に狙いを付けられた状態で)彼に向って突撃する場面で終わる(それまで「影」でしか描かれなかった影の総理の傷だらけの素顔が描写されるのはこのラストシーンだけである)。

### その他勢力
堀田 英盛（ほった ひでもり）
関東番長連合の総長。流れの最大の味方となる大人(西郷隆盛)風の豪傑で、人間離れした強力の持ち主。
倉本 信二（くらもと しんじ）
乞食横町と呼ばれる貧民街のならず者達を治める通称「乞食番長」。
大館 要造（おおだて ようぞう）
北海番長連合の総長。

## 映画

### 男組
1975年9月20日公開。配給は東映。DVDが2012年5月21日に発売された。
この年6月7日公開の『青春讃歌 暴力学園大革命』で主演デビューした星正人の主演第二作。1975年4月7日に東映本社で行われた『青春讃歌 暴力学園大革命』の製作発表の席で、岡田茂東映社長が、「東映の若い観客層拡大を狙い新路線だ。今後は、二本立てのうち一本は19歳以下の若い層むきの映画を作りたい。星正人は、東映としては渡瀬恒彦、伊吹吾郎以来、久しぶりの新人デビュー作となる」と話し、星は東映が売り出しに力を入れた役者だった。

#### スタッフ
- 製作 : 東映東京撮影所
- 監督：内藤誠
- 原作：雁屋哲、池上遼一
- 脚本：波多雅史、田口勝彦
- 企画：安斉昭夫
- 撮影：出先哲也
- 音楽：戸塚昌三
- 美術：中村修一郎
- 編集：戸田健夫
- 録音：小松忠之
- スチル：加藤光男
- 助監督：橋本新一
- 照明：川崎保之丞

#### キャスト
- 流全次郎 - 星正人
- 山際涼子 - 山口智子
- 高柳芳次郎 - 津森正夫
- 大杉五郎 - 高月忠
- 岩瀬大介 - 千田孝之
- 長浜昇一 - 藤江喜幸
- 伊庭彦造 - 白石譲
- 大田原源蔵 - 日の下金太郎
- 由丸栄吉 - 大谷朗
- 熊沢重吾 - 横山繁
- 木崎秀男 - 光本大介
- 阿部 - 岡崎徹
- 井口 - 大泉公孝
- 北野 - 永瀬光
- 安田 - 結城大
- 中山 - 幸英二
- 小谷雪江 - 関谷増美
- 山本冬子 - 木島あかね
- 白川弓江 - 浅村厚子
- 高山知子 - 岡真由美
- 生徒 - 城春樹
- 白井隆二校長 - 室田日出男
- 滝沢教頭 - 河合絃司
- 水谷補導主任 - 相馬剛三
- 大谷先生 - 南城竜也
- 少年刑務所所長 - 近藤宏
- 看守 - 野口圭介
- チョウ - 斎藤一之
- 神竜壮一郎 - 内田朝雄
- 中条浩介 - にしきのあきら
- 神竜剛次 - 南条弘二

#### その他
本作でヒロインに抜擢された山口智子（栃木県出身の山口智子とは別人）は、1973年の日本テレビ系のテレビドラマ『水滸伝』で1300人の中から「ミス水滸伝」に選ばれ、同ドラマで鳳仙（廬俊義の娘）を演じた仙とも子、伝とも子。その後、NACに所属し、NACプロ付属演技研修所に通い演技の特訓を受け、『刑事くん』（TBS）に出演。1975年の7月初めに、たまたま？東映東京撮影所に遊びに行って、宣伝課の窓から外を見ていたら、本作の監督・内藤誠が「おっ、あの子、いいじゃないか」と近づいて声をかけ、ヒロインを探していた安斉昭夫プロデューサーとも相談し、「うん、ぴったりだ。彼女でゆこう」と抜擢が決まった。大役を射止めた山口は、「今度はしろうとだから、では済まされない。二度目のラッキーチャンスを逃したくない」などと話した。山口は1958年1月14日生まれの青森県弘前市出身で、青森中央女子高校一年のとき、歌手になりたくて東京の叔母を頼り上京、当時堀越学園高等部3年普通科に在学中だった。当時は花の中三トリオが高い人気を得て、花の17歳は歌手のイメージが付いていたが、東映では青春スターが少ないこともあり、地方出身でスレてないことから、東映東京撮影所のスタッフにも可愛がられ、『新宿警察』（フジテレビ/東映）にもキャスティングされ、東映で売り出す計画もあった。
高瀬将嗣は「原作でも当時の不良の服装の描写にこだわっていたが、映画でも当時の不良のコスチュームが忠実に反映されていたと思う。ワタクシの周囲では主人公の流全次郎（星正人）より敵役の神竜剛次（南条弘二）がより当時の東京の不良を再現していてシブいと評判だった」と話している。

### 男組 少年刑務所
1976年9月15日公開。配給は東映。主演は舘ひろし。DVDが2010年2月21日発売。
舘の映画デビュー作であるこの年7月1日公開の『暴力教室』を観た岡田茂東映社長が、東映での舘の売り出しを指示し、本作が製作された。
公開当時、舘がボーカルを務めたロックバンド・クールスのメンバーも少年刑務所仲間として出演した。
高瀬将嗣は「主人公の流全次郎が舘ひろしになったのですが、舘サンの学ランは何とも馴染んでなかったのが印象的。やっぱり舘サンは革ジャンなんですかね」と評している。

#### スタッフ
- 製作：東映東京撮影所
- 監督：岡本明久
- 原作：雁屋哲、池上遼一
- 脚本：中島信昭、雁屋哲
- 企画：安斉昭夫
- 音楽：鏑木創
  - 主題歌「男組夜明けのバラード」
  - 作詞：雁屋哲
  - 作曲：戸塚省介
  - 編曲：あかのたちお
  - 歌：塩見大治郎
- 撮影：中島芳男
- 照明：川崎保之丞
- 美術：藤田博
- 録音：内田陽造
- 編集：田中修
- 助監督：森光三
- 記録：山内康代
- 擬斗：日尾孝司
- スチール：遠藤努
- 進行主任：松本可則
- 装置：安沢重治
- 装飾：田島俊英
- 美粧：入江荘二
- 美容：宮島孝子
- 衣裳：福崎精吾
- 演技事務：山田光男
- 現像：東映化学

#### キャスト
☆はクールスメンバー。
- 流全次郎 - 舘ひろし☆
- 山際涼子 - 竹井みどり
- 伊庭彦造 - 村山一海☆
- 神竜剛次 - 神有介
- 桜魔子 - 大関優子
- 岩瀬大介 - 玉川雅己
- 大杉五郎 - 飯田和男☆
- 高柳秀次郎 - 佐藤秀光☆
- 長浜昇一 - 渡部和裕
- 大田原源蔵 - 日の下金太郎
- 熊沢重吾 - 横山繁
- 田丸栄吉 - 大谷朗
- 木崎秀男 - 光本大介
- 阿部誠一 - 清家栄一
- 久保田武 - 津森正夫
- 矢崎浩次 - 松本智正
- ゲジゲジの玄次 - 高月忠
- 神竜壮一郎 - 山本麟一
- 竹内明 - 大久保喜市☆
- 大塚清二 - 城春樹
- 磯村敏也 - 幸英二
- 平田敬作 - 大泉公孝
- 野添実 - 杉本隆
- 白井 - 河合絃司
- 滝沢 - 相馬剛三
- 水谷 - 山田光一
- 佐藤 - 畑中猛重
- 林 - 宮地謙吾
- 明子 - 鈴木たか子
- 雪江 - 野平ゆき
- 洋子 - 大森不二香
- 百合 - 蓮見里美
- 晃代 - 浅村厚子
- 久仁子 - 大城信子
- 絵美 -　遠藤妙子
- 理美 - 志野さおり
- 順子 - 立川志乃
- 鳥川 - 小池良一
- 大村 - 保坂郁夫
- 医師 - 山浦栄
- 看守 - 五野上力
- 堀田英盛 - 谷隼人
- 影のリーダー - 井上誠吾

### 同時上映
『爆発!750CC（ナナハン）族』
- 脚本 - 小野竜之助 / 監督 - 小平裕 / 主演 - 岩城滉一

『太陽の恋人 アグネス・ラム』
- 監督 - 三堀篤 / 主演 - アグネス・ラム

### 男組（リメイク版）
1998年12月、オリジナルビデオ作品として公開された。

#### スタッフ
- 製作：ギャガ・ピクチャーズ
- 監督：原田昌樹
- 脚本：橋場千晶
- 製作プロダクション：円谷映像

#### キャスト
- 川本淳一
- 金井茂
- 柳明日香
- 哀川翔
- 松田勝
- 錦城志朗
- 高良隆志
- 成瀬富久
- 横山尚之
- 竹原智明
- もてぎ弘二
- 町田政則
- 不破大志
- 諏訪太朗

## コミックス
- 小学館 少年サンデーコミックス（全25巻）
- 小学館 スーパービジュアルコミックス（全9巻）
- 小学館 My First BIG（コンビニコミック）
- 小学館 My First WIDE（全9巻・コンビニコミック）

## トピック
ブラジルのサッカー選手、エジムンドは、1995年に飲酒運転により3人を死なせる事故を起こした。この裁判で、2003年6月25日に、ブラジル連邦裁判所は、懲役4年6月の判決を下した。エジムンドはヴァスコ・ダ・ガマで活躍中で、同国の「ワーク・リリース」制度により、昼間は刑務所から出て練習や試合に出場し、夜間は収監されることになった。このスタイルが「男組」に似ているため、「リアル男組」と、話題になった。